# Stary Duninów
Stary Duninów – wieś sołecka w Polsce położona w województwie mazowieckim, w powiecie płockim, w gminie Nowy Duninów.
| SIMC    | Nazwa              | Rodzaj    |
| ------- | ------------------ | --------- |
| 0572239 | Jeżewo-Gajówka     | część wsi |
| 0572245 | Jeżewo-Leśniczówka | część wsi |

W latach 1975–1998 miejscowość administracyjnie należała do województwa płockiego.
Wieś folwarczna została założona w pierwszej połowie XIX w. przez Karola Albrechta Wilhelma barona von Ike (późniejszego Ike-Duninowskiego).